# Porxos de la plaça de Sant Roc
Els Porxos de la plaça de Sant Roc, i del carrer Homenatge a la Vellesa, són una obra de Bellpuig (Urgell) protegida com a bé cultural d'interès local.

## Descripció
Aquests porxos estan ubicats en un extrem de la plaça de Sant Roc, tocant el carrer Homenatge a la Vellesa. Fan un angle de 90 graus, creant una petita plaça davant seu on es troba la font de Sant Roc. És una plaça situada molt a prop tant de l'escalinata de l'església de Sant Nicolau de Bellpuig com també del castell, així que és una plaça cèntrica dins l'entramat del nucli antic del nucli urbà de la població de Bellpuig; aquest fet afavoreix que la plaça es constitueixi nucli comercial de la vila. La plaça és de petites dimensions i de forma allargada.
Es tracta d'un tipus de plaça porticada molt mediterrània, on uns porxos embigats oberts entre arcs de mig punt, uns de normals i altres rebaixats, que sostenen les cases que hi donen directament. Al bell mig de la plaça s'hi situa la font de Sant Roc, malgrat que aquesta font hi va anar a parar després d'una remodelació urbanística.
Els porxos s'estenen per la banda sud en el cas dels porxos de Sant Roc i per la banda nord en el cas de l'Homenatge a la Vellesa. Les cinc arcades de la banda del carrer Homenatge a la Vellesa són de finals del segle xvi i corresponen a l'antiga plaça del Pou, la part inferior (Cal Progrés) correspon al segle xvii i els porxos de les parts inferiors són més tardans (segle xviii).

## Història
Les places o els carrers porticats històricament han anat units a la cultura mediterrània per la seva bona adaptació al clima, ja que sota d'aquests porxos s'hi pot aixoplugar el mercat en cas de pluja o bé per protegir-se del calorós sol dels estius.